# بخش شیبکوه (فسا)
بخش شیبکوه یکی از بخش‌های شهرستان فسا در استان فارس ایران است.

## رتبه در استان
بخش شیبکوه ششمین بخش پرجمعیت  استان فارس می باشد.
لیست ۱۰ بخش پرجمعیت استان فارس که در آینده شهرستان خواهند شد.
| ردیف | بخش                 | شهرستان   | جمعیت سال ۱۳۹۵ |
| ---- | ------------------- | --------- | -------------- |
| ۱    | بخش درودزن          | مرودشت    | ۳۷٬۸۲۶         |
| ۲    | بخش جره و بالاده    | کازرون    | ۳۵٬۵۲۴         |
| ۳    | بخش سیدان           | مرودشت    | ۳۲٬۸۵۰         |
| ۴    | بخش ششده و قره بلاغ | فسا       | ۳۱۷۰۲          |
| ۵    | بخش جنت             | داراب     | ۲۹٬۸۵۲         |
| ۶    | بخش شیبکوه (فسا)    | فسا       | ۲۶٬۹۱۹         |
| ۷    | بخش میمند           | فیروزآباد | ۲۴٬۸۸۵         |
| ۸    | بخش ارژن            | شیراز     | ۲۳٬۴۶۱         |
| ۹    | بخش فورگ            | داراب     | ۲۲٬۱۳۸         |

هم اکنون جمعیت بخش شیبکوه  از شهرستان زیر بیشتر است
| ردیف | شهرستان | مرکز   | جمعیت سال ۱۳۹۵ |
| ---- | ------- | ------ | -------------- |
| ۱    | جویم    | جویم   | ۲۵٬۰۸۱         |
| ۲    | سرچهان  | کره ای | ۲۳٬۱۲۹         |

## جغرافیا
شیبکوه یکی از چهار بخش شهرستان فسا واقع در استان فارس می‌باشد  که در ناحیه جنوبی فسا واقع شده‌است.
این بخش از شمال به دهستان صحرارود از شرق به بخش نوبندگان از غرب به شهرستان جهرم و از جنوب به بخش قطب آباد جهرم متصل است.

## تقسیمات کشوری
- بخش شیبکوه
  - دهستان فدشکوئیه
  - دهستان میان‌ده

شهرها : زاهدشهر ، میان‌شهر

## جمعیت
بنابر سرشماری مرکز آمار ایران، جمعیت بخش شیبکوه شهرستان فسا در سال ۱۳۹۵ برابر با ۲۶,۹۱۹ نفر بوده‌است